# Кносос
Кносо̀с или понякога Кнос (на гръцки: Κνωσσός) е най-големият археологически обект на остров Крит, един от политическите и културните центрове на минойската цивилизация наред с Фест и Малия и в един период – главен сред тях. Намира се на около 6 km от град Ираклион. По време на най-големия си разцвет около XVII – XV век пр.н.е. Кносос е един от най-влиятелните градове по Средиземноморието. С името Кносос се нарича както целият комплекс от разкрити сгради, така и само царският дворец, който е забележителен с първото прилагане на нови инженерни и архитектурни решения като многоетажни сгради, естествено и изкуствено осветление, водопровод и канализация, вентилация, отопление и пътища с настилка. По-късно е сполетян от природни бедствия и в крайна сметка завладян от микенците. Неговата гибел води до залеза на цялата минойска цивилизация.
В гръцката митология Кносос се свързва с името на легендарния цар Минос. Според легендата в околностите на двореца му имало лабиринт, дело на Дедал, в който живеел Минотавър (вероятно, под лабиринт се е разбирал самият дворец). В епохата на класическата античност тук е средоточието на култа към Зевс.

## История
Първият дворец-храм на това място е бил построен 2000 пр.н.е. и е разрушен около 1700 пр.н.е. вероятно от земетресение (т.нар. период на старите дворци на минойската цивилизация. Преди него тук е имало селище от неолита. Вторият дворец, силно приличащ на лабиринт, е построен веднага след този в периода на новите дворци и останките от него са достигнали до съвременността. Периодът 1700 – 1450 г. пр.н.е. е времето на най-голям разцвет на минойската цивилизация и особено на Кносос. Дворецът е разрушен между 1628 и 1500 г. от земетресение и цунами след изригването на вулкана на о.Санторини, а силен пожар около 1450 г. пр.н.е. го унищожава окончателно. Това прекъсва и развитието на минойската култура и цивилизация, защото силни пожари с неизяснена причина унищожават и другите подобни дворци на Крит. След това на Крит се заселват микенците и преустройват двореца за свои нужди – така се появява Тронната зала. След залеза на тяхната цивилизация, настъпил след Дорийското преселение, мястото не е застроявано. Въпреки това градът-държава Кносос продължава да съществува до ранно-византийския период. Тук са родени философът Епименид (VII – VI в. пр.н.е.), архитектът Херсифрон (VI в. пр.н.е.) и философът скептик Енесидем (I в. пр.н.е.)
Наименованието Кносос е известно по древногръцките споменавания на главния град на Крит. На римски монети, намерени в околността на разкопките и по хълма Кефала, има надпис Кносос или Кносион на лицевата страна и изображение на Минотавъра или лабиринт на реверса. И двете изображения са свързани с мита за цар Минос. Тук е имало римско селище Colonia Julia Nobilis Cnossus, а римската колония е включвала хълма Кефала.
Най-забележителните постройки в комплекса в Кносос са:
- Дворецът на цар Минос
- Малкият дворец – намира се на запад от големия дворец и има всички черти на дворцова архитектура.
- Царската вила
- Къщата с фреските – намира се на северозапад от двореца и има богато украсени стени. Датирана е между XV и XII век пр. Хр.
- Кервансарай – разположен е на юг от двореца и се приема, че има приемна зала и странноприемница. Някои от стаите са с бани и украсени със стенописи.
- Гробницата -
- „Неизвестната къща“
- Къщата на висш жрец
- Южният дом
- Вилата на Дионис

## Откриване
Критският търговец и антиквар Минос Калокеринос е първият, който обръща внимание на древните руини на хълма Кефала през 1878 г. и извършва първите разкопки. Открива част от западното крило на двореца, както и част от западната фасада, както и редица находки, сред които камъни с изображение на двойна брадва. По това време Крит все още е под османско владичество и той е принуден да преустанови дейността си. През 1886 г. тук пристига Хайнрих Шлиман, оглежда мястото и го обявява за двореца на цар Минос. Предлага да откупи имота, който е частен, но поисканата цена е твърде висока и той се отказва. През 1894 г. Артър Еванс установява, че върху находките от хълма има същите знаци, като върху печатите, които той събира от десетина години. На 16 март 1900 г. Еванс започва археологически разкопки, които продължават няколко десетилетия: първоначално от 1900 до 1913 г., прекъсват по време на Балканските войни и продължават от 1922 до 1930 г. В резултат е разкрит целият дворец, чиято площ достига 20 000 m². Еванс предприема редица дейности по възстановяване и реконструкция на отделни помещения и архитектурни елементи с бетон, което допринася за консервирането на сградния комплекс, макар че противниците на този подход оспорват някои от интерпретациите му за предназначението на помещенията. Разкритите частични фрески са реставрирани от художника Piet de Jong, но неговата работа също не е безспорна.
Има спорове между археолозите за какво се е използвал основно дворецът – дали за административен или за религиозен център, или и за двете. Сериозни дебати има и по въпроса за ролята на Кносос в управлението на Крит и дали той е бил главен, или са били няколко равнопоставени центъра. Много от другите градове на Крит са разрушени и изоставени в началото на 15 век пр.н.е., вероятно от микенците, въпреки че Кносос продължава да се използва и около век след това.

## Дворецът
Терминът „дворец“ е малко подвеждащ, защото обичайно се отнася до резиденцията на високопоставена личност, например владетел. Разкритото тук е конгломерат от над 1300 помещения, взаимно свързани с коридори с различни размери и посоки, което го отличава значително от други дворци. Някои от помещенията са служели като работилници, други като складове или помещения, свързани с изхранването (например преси за вино). Установено е, че мястото е служело за централно хранилище, като религиозен и административен център, както и за работилница. Без съмнение тук е обитавал владетел, но се е извършвала и административна дейност.
Едно от най-забележителните открития в комплекса в Кносос са големите стенни фрески. Запазени са само частично и тези, които виждат днес посетителите, са реставрирани. Има сцени на жени и мъже, свързани с дейности като риболов и събиране на цветя, както и спортни състезания, в които млади атлети изпълват рисковани акробатични упражнения върху гърбовете на бикове.
Централната част на двореца е Тронната зала. В това помещение се намира стол (трон?), вграден в стената, обърнат към редица от пейки. В тази зала има резервоар, за който се предполага, че е използван като аквариум.
В други части на този забележително голям дворец има просторни помещения с течаща вода в теракотени тръби, огромни зали с хранилища, съдържащи с големи керамични питоси, използвани за съхранение на зърно; най-старият известен в света амфитеатър и религиозни олтари.